# Mosteiro de São Mamas
O Mosteiro de São Mamas (em grego: Ἅγιος Μάμας; romaniz.: Agios Mámas) foi um mosteiro na capital bizantina, Constantinopla, supostamente fundado pela primeira vez no século VI e sobreviveu até o final do XIV.

## História
O mosteiro estava localizado na parte sudoeste da cidade, perto do Portão Xilocerco nas Muralhas de Teodósio. De acordo com a tradição posterior, foi fundada no século VI, ou por um camareiro do imperador Justiniano I (r. 527–565) chamado Farasmanes, ou um pouco mais tarde por Górdia, irmã do imperador Maurício (r. 582–602). Certamente a família de Maurício estava associada ao mosteiro de alguma forma, possivelmente usando-o como seu mausoléu familiar: tanto Maurício quanto sua esposa, a imperatriz Constantina, foram enterrados lá.
Tendo caído em declínio, o mosteiro foi restaurado no final do século X por Simão, o Novo Teólogo, que serviu como abade por 25 anos. No século XII, o mosteiro voltou a declinar, alegadamente porque os caristiciários, leigos que administravam as propriedades do mosteiro, abusaram de sua posição. Foi resgatado pelo místico Jorge Capadoces, que restaurou o complexo do mosteiro e garantiu sua posição por meio de uma bula dourada do imperador Manuel I Comneno (r. 1143–1180). No decorrer deste processo, em 1158 o abade Atanásio Filantropeno compôs um novo foral (típico) para o mosteiro, baseado no modelo do Mosteiro da Teótoco Evergetis. O mosteiro é conhecido por ter sobrevivido pelo menos até 1399.